# In Our Lifetime, Vol. 1
In Our Lifetime è il quarto album del duo hip hop statunitense 8Ball & MJG, pubblicato nel 1999 dalla Universal Records. Nel 2003 l'etichetta di Houston Draper Inc. ripubblica il disco. L'album raggiunge la top ten negli USA e il primo posto tra gli album hip hop. I due rapper si riuniscono dopo essersi presi una pausa l'anno prima, ritornando con uno dei loro migliori prodotti.
| Recensione | Giudizio |
| ---------- | -------- |
| AllMusic   |          |

## Tracce
1. Intro – 3:08 (T. Jones, P. Smith) – T-Mix
2. We Started This – 4:05 (P. Smith, M.J. Goodwin, T. Jones) – T-Mix
3. Paid Dues (featuring Cee Lo Green) – 5:13 (D. Sheats, P. Smith, M.J. Goodwin, T. Calloway) – Mr. DJ
4. Do It How It Go – 3:54 (P. Smith, M.J. Goodwin, T. Jones) – T-Mix
5. Don't Flex – 5:08 (D. Sheats, P. Smith, M.J. Goodwin) – T-Mix
6. Belly (featuring Big Duke) – 4:52 (T. Jones, M.J. Goodwin, L. Dixon) – T-Mix
7. Daylight – 4:45 (P. Smith, M.J. Goodwin, T. Jones) – T-Mix
8. We Don't Give a Fuck – 4:09 (D. Sheats, P. Smith, M.J. Goodwin) – Mr. DJ
9. Get It Crunk (featuring Thorough) – 4:03 (T. Jones, P. Smith, M.J. Goodwin, R. Roberson) – T-Mix
10. Armed Robbery (featuring Thorough, Gillie da Kid, Toni Hickman and Big Duke) – 4:07 (T. Jones, F. Nasir, T. Hickman, L. Dixon) – T-Mix
11. Love Hurts (featuring Nina Creque) – 4:42 (T. Jones, P. Smith, M.J. Goodwin, N. Creque) – T-Mix
12. Nobody But Me – 4:59 (P. Smith, M.J. Goodwin, T. Jones) – T-Mix
13. Throw Your Hands Up (featuring OutKast) – 5:25 (D. Sheats, P. Smith, M.J. Goodwin, A. Benjamin, A. Patton) – Mr. DJ
14. Speed – 3:28 (P. Smith, M.J. Goodwin, T. Jones) – T-Mix